# Segunda División de fútbol sala 2018-19
La temporada 2018-19 de Segunda División de fútbol sala fue la 30.ª edición de la Segunda División de la Liga Nacional de Fútbol Sala de España. Comenzó el 15 de septiembre de 2018 y el play-off finalizó el 2 de junio de 2019. Se disputó en formato de liga, con una fase regular que enfrentaba todos contra todos a los 16 equipos participantes, ascendiendo el campeón Burela Pescados Rubén y el ganador de la eliminatoria disputado por los clasificados de la 2ª a la 5ª posición. Los últimos 3 clasificados descendieron a Segunda División B.

## Equipos
| Club                             | Ciudad                 |  | Pabellón                                   |
| -------------------------------- | ---------------------- |  | ------------------------------------------ |
| Burela Pescados Rubén            | Burela                 |  | Municipal de Vista Alegre                  |
| CFS Bisontes Castellón           | Castellón              |  | Ciutat de Castelló                         |
| Real Betis Futsal                | Sevilla                |  | Amate                                      |
| Club Deportivo Atlético Mengíbar | Mengíbar               |  | Sebastián Moya Lorca                       |
| ElPozo Ciudad de Murcia          | Murcia                 |  | Palacio de Deportes de Murcia              |
| Rivas Futsal                     | Rivas-Vaciamadrid      |  | Cerro del Telégrafo                        |
| Barça Lassa B                    | Sant Joan Despí        |  | Ciutat Esportiva Joan Gamper               |
| Colo Colo Zaragoza               | Zaragoza               |  | CDM La Granja                              |
| Soliss FS Talavera               | Talavera de la Reina   |  | Polideportivo Primero de Mayo              |
| Colegios Arenas Gáldar GC        | Gran Canaria           |  | Centro Insular de deportes de Gran Canaria |
| Dimurol Salesianos Tenerife      | La Orotava             |  | Pabellón Quiquirá                          |
| Santiago Futsal                  | Santiago de Compostela |  | Municipal de Santa Isabel                  |
| Axa Hita Port Elche CF           | Elche                  |  | Esperanza Lag                              |
| Noia Portus Apostoli             | Noya                   |  | Municipal Agustín Mourís                   |
| CD UMA Antequera                 | Antequera              |  | Fernando Argüelles                         |
| Itea Córdoba CF Futsal           | Córdoba                |  | Vista Alegre                               |

## Clasificación
| | Equipo                      | Puntos | J  | G  | E | P  | GF  | GC  |
| --- | --------------------------- | ------ | -- | -- | - | -- | --- | --- |
| 1 | Burela Pescados Rubén       | 67     | 30 | 20 | 7 | 3  | 116 | 68  |
| 2 | Real Betis Futsal           | 66     | 30 | 21 | 3 | 6  | 123 | 56  |
| 3 | Software DELSOL Mengibar    | 62     | 30 | 18 | 8 | 4  | 109 | 65  |
| 4 | Manzanares FS               | 56     | 30 | 17 | 5 | 8  | 94  | 80  |
| 5 | Barça Lassa B               | 54     | 30 | 16 | 6 | 8  | 110 | 74  |
| 6 | ElPozo Ciudad de Murcia     | 53     | 30 | 16 | 5 | 9  | 111 | 73  |
| 7 | Itea Córdoba CF Futsal      | 48     | 30 | 14 | 6 | 10 | 110 | 64  |
| 8 | Santiago Futsal             | 45     | 30 | 14 | 3 | 13 | 99  | 88  |
| 9 | Rivas Futsal                | 37     | 30 | 11 | 4 | 15 | 93  | 104 |
| 10 | Noia Portus Apostoli        | 35     | 30 | 10 | 5 | 15 | 102 | 106 |
| 11 | CFS Bisontes Castellón      | 33     | 30 | 10 | 3 | 17 | 66  | 98  |
| 12 | Axa Hita Port Elche CF      | 33     | 30 | 10 | 3 | 17 | 75  | 99  |
| 13 | Azulejos Moncayo Colo Colo  | 32     | 30 | 10 | 2 | 18 | 110 | 124 |
| 14 | Soliss FS Talavera          | 29     | 30 | 8  | 5 | 17 | 93  | 129 |
| 15 | Colegios Arenas Gáldar GC   | 29     | 30 | 8  | 5 | 17 | 86  | 104 |
| 16 | Dimurol Salesianos Tenerife | 4      | 30 | 0  | 4 | 26 | 41  | 166 |
| Fuente: Federación Española de Fútbol: Clasificación de la Segunda División de Fútbol Sala (enlace roto disponible en Internet Archive; véase el historial, la primera versión y la última).; actualización automática |                             |        |    |    |   |    |     |     |

## Playoff de ascenso a Primera División[1]
Los equipos filiales, Barça Lassa B y ElPozo Ciudad de Murcia, no disputaron el play-off al no poder ascender a Primera División.
|  | Semifinales              | Semifinales | Semifinales            | Semifinales |   |                          | Final | Final | Final | Final |  |
|  |                          |             |                        |             |   |                          |       |       |       |       |  |
|  |                          |             |                        |             |   |                          |       |       |       |       |  |
|  | Real Betis Futsal        | 2           | 2                      | 1 (3)       |   |                          |       |       |       |       |  |
|  | Real Betis Futsal        | 2           | 2                      | 1 (3)       |   |                          |       |       |       |       |  |
|  | Itea Córdoba CF Futsal   | 1           | 3                      | 1 (4)       |   |                          |       |       |       |       |  |
|  | Itea Córdoba CF Futsal   | 1           | 3                      | 1 (4)       |   | Software DELSOL Mengibar | 1     | 2     | -     |       |  |
|  |                          |             |                        |             |   | Software DELSOL Mengibar | 1     | 2     | -     |       |  |
|  |                          |             | Itea Córdoba CF Futsal | 5           | 3 | -                        |       |       |       |       |  |
|  | Software DELSOL Mengibar | 2           | Itea Córdoba CF Futsal | 5           | 3 | -                        | 3     | 5     |       |       |  |
|  | Software DELSOL Mengibar | 2           |                        |             |   |                          | 3     | 5     |       |       |  |
|  | Manzanares FS            | 4           | 2                      | 0           |   |                          |       |       |       |       |  |
|  | Manzanares FS            | 4           | 2                      | 0           |   |                          |       |       |       |       |  |
|  |                          |             |                        |             |   |                          |       |       |       |       |  |

| Asciende a Primera División Itea Córdoba CF Futsal |